# Blanktjärnen (Alfta socken, Hälsingland)
Blanktjärnen är en sjö i Ovanåkers kommun i Hälsingland och ingår i Ljusnans huvudavrinningsområde.